# Ngam La
Ngam La là một xã thuộc huyện Yên Minh, tỉnh Hà Giang, Việt Nam.

## Địa lý
Xã Ngam La có vị trí địa lý:
- Phía đông giáp xã Mậu Duệ
- Phía tây giáp huyện Quản Bạ
- Phía nam giáp xã Lũng Hồ và xã Đường Thượng
- Phía bắc giáp xã Đông Minh và xã Lao Và Chải.

Xã Ngam La có diện tích 55,83 km², dân số năm 2019 là 3.762 người, mật độ dân số đạt 67 người/km².

## Hành chính
Xã Ngam La được chia thành 12 thôn: Phiêng Chom, Cốc Peng, Năm Nong, Năm Cấp, Nà Ngù, Sủng Ngoa, Chủ Lủng, Tá Điền, Tiến Hòa, Ngan La, Xà Lý, Nà Lầu.

## Lịch sử
Trước đây, Ngam La là một xã thuộc huyện Đồng Văn.
Ngày 15 tháng 12 năm 1962, Hội đồng Chính phủ ban hành Quyết định số 211-CP về việc thành lập huyện Yên Minh trên cơ sở tách xã Ngam La thuộc huyện Đồng Văn.